# آی‌پی

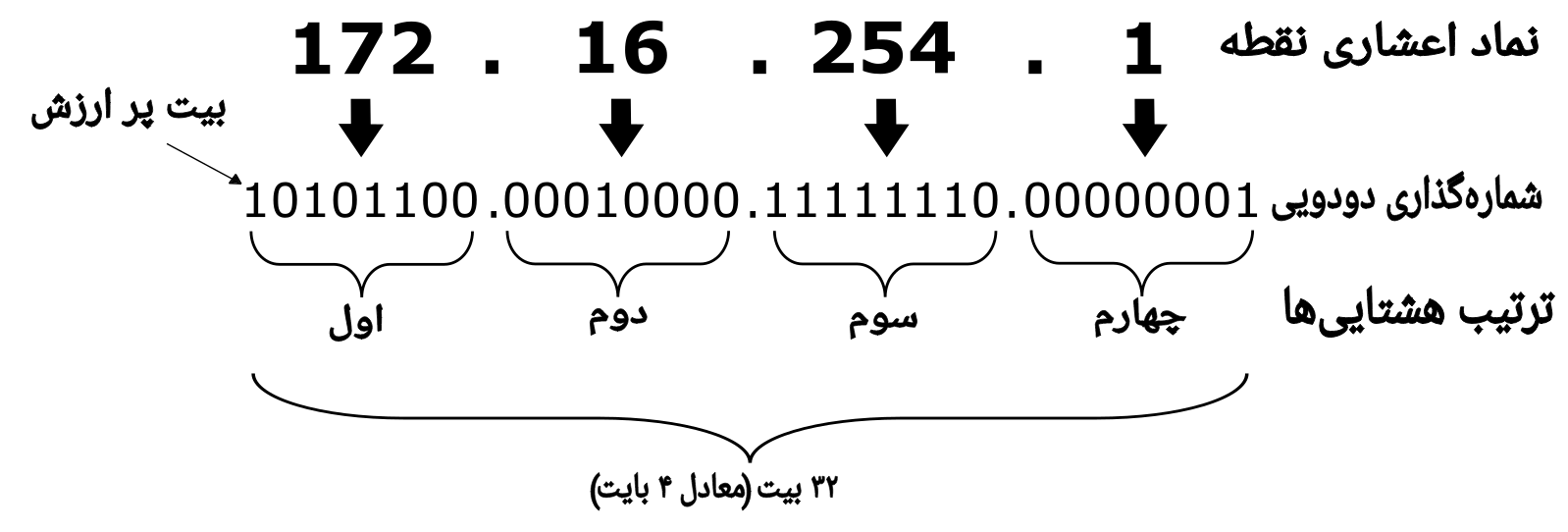

شیوه‌نامهٔ قرارداد اینترنت یا پروتکل اینترنت (به انگلیسی: Internet Protocol) و به اختصار آی‌پی (به انگلیسی: IP) قراردادی است که برای مبادله اطلاعات در شبکه‌های اینترنتی وجود دارد. این قرارداد بنیادی‌ترین قرارداد شکل‌دهنده اینترنت است  و وظیفه مسیردهی بسته‌های اطلاعاتی را در گذر از مرزهای شبکه‌ها به عهده دارد. پروتکل اینترنت یک پروتکل لایه‌ای است که در نرم‌افزار داخلی استفاده می‌شود و در لایه ارتباط (Link) قرار می‌گیرد. آی‌پی در شرایط پروتکل لایه‌ای پایین می‌تواند خدمات جهانی دسترسی را بین کامپیوترها ارائه کند.

## بسته‌سازی
داده‌های پروتکل لایه فوقانی، داخل برنامه‌ها و بسته‌های قرار می‌گیرند که نقش هم‌زمان دارند. هیچ نصب مداری قبل از ارسال بسته‌ها به یک میزبان نیاز نیست. ارتباط در این شرایط از نوع پروتکل بدون ارتباط می‌باشد. شبکه‌های تلفنی کلیدی می‌توانند نصب مدار را عملی سازند قبل از آنکه تلفن زنگ بزند.

## خدمات ارائه‌شده توسط آی‌پی
دربرگیری داده‌های کاربر داخل بسته IP یک مثال از سر صفحه ارائه شده است.
اعتبار IP می‌تواند نقش مهم ایفا کند. این بدان معنا است که شبکه‌ها نمی‌توانند بسته‌ها و موارد زیر را تضمین کنند.
1. تخریب نشدن داده‌ها
2. گم نشدن داده‌ها
3. تحویل منظم بسته‌ها
4. ورود انفرادی

## اعتبار
عدم اعتبار آی‌پی، اجازهٔ وقوع هر یک از اشتباهات زیر را می‌دهد:
- تخریب داده‌ها
- بسته‌های دادهٔ گم‌شده
- تحویل نامنظم بسته‌ها
- ورود دوگانه

مزیت آی‌پی نسخهٔ ۴ این است که بی‌خطا بودن سرصفحهٔ بسته‌های آی‌پی را از طریق محاسبهٔ چک‌سام در گره‌های مسیریابی تضمین می‌کند. اثر جانبی خروج بسته‌هایی که سرصفحه نامناسب دارند، می‌تواند عدم شناخت هدف باشد. برای بررسی این مسائل، هر نوع پروتکل لایهٔ فوقانی، باید بتواند آن را کنترل کند. در تضمین این نوع فرایند حمل لایهٔ فوقانی می‌توان داده‌ها را پنهان کرد تا این که نظم برقرار شود.
اگر پروتکل لایهٔ فوقانی نتواند اندازهٔ دقیق را در ۲ واحد انتقال ماکزیمم توصیف کند، ارسال لایه‌ای فراوان خواهد شد و آی‌پی عامل تخریب داده‌های اصلی به داده‌های کوچک‌تر خواهد بود. آی‌پی می‌تواند نظم را دوباره برقرار کند، در این شرایط اندازه، کوچک‌تر از MTU تنظیم می‌شود. UDP و ICMP نمونه‌هایی از پروتکل‌هایی هستند که می‌توانند اندازه MTU را کاهش دهند. دلیل اصلی عدم وجود اعتبارپذیری کاهش پیچیدگی ردیاب است. این می‌تواند دسته‌های خاص از بسته‌ها را تولید کند که بهترین بازده را ارائه می‌نمایند، اگر چه هیچ نوع تضمینی وجود ندارد. تلاش بهتر در ساخت شبکه‌ها عامل دسترسی به تجربه کاربر خواهد بود. این مربوط به کنترل کار، در پایان خط ارتباطات است.

## نشانی آی‌پی و مسیریابی
شاید پیچیده‌ترین ویژگی آی‌پی شامل نشانی و مسیریابی باشد. نشانی می‌تواند توصیفی از انتقال آی‌پی و طراحی زیرشبکه‌های میزبان باشد. مسیریابی نیز توسط تمام میزبان‌ها عملی است ولی باید از مسیریاب درون‌شبکه‌ای استفاده شود که IGP و EGP در آن مهم است. داده گرام آی‌پی تصمیمات را به شبکه می‌فرستد.

## تاریخچهٔ نسخه‌ها
آی‌پی رایج‌ترین عنصر در اینترنت است. پروتکل لایه‌ای شبکه‌ای که امروزه استفاده می‌شود، IPv۴ (آی‌پی نسخهٔ ۴) می‌باشد. IPv4 در RFC-۷۹۱ (در ۱۹۸۱ میلادی) توصیف شده است.
IPv6 جانشین IPv۴ است. برجسته‌ترین اصلاح در نسخهٔ ۶، در سامانهٔ نشانی‌دهی (addressing system) آن است. IPv۴ از نشانی ۳۲ بیتی (حدود ۴ میلیارد یا ۱۰۹ × ۴٫۳ نشانی) استفاده می‌کند؛ ولی IPv۶ از نشانی ۱۲۸ بیتی (۱۰۳۸ × ۳٫۴ نشانی!) استفاده خواهد کرد. پذیرش IPv6 چندان گسترده نبوده است، اما از سال ۲۰۰۸ تمام سیستم‌های دولت آمریکا پشتیبان آن بوده‌اند.
نسخه‌های آی‌پی صفر تا ۳ نیز با توجه به نسخه فوق، بین سال‌های ۱۹۷۷ تا ۱۹۷۹ طراحی شدند. نسخه ۵ توسط IST استفاده می‌شود که یک پروتکل آزمایشی است. نسخه‌های ۶ تا ۹ نیز برای طراحی جایگزینی در نظر هستند مانند SIPP, TP/SX, PIP و TUBA، که در بین آن‌ها فقط IPv6 هنوز قابلیت استفاده دارد.